# Happier Than Ever
„Happier Than Ever“ е вторият студиен албум на американската певица Били Айлиш. Албумът е издаден на 30 юли 2021 от Interscope Records. Албумът дебютира под номер едно в Билборд 200. От албума са издадени 6 сингъла: My Future, Therefore I Am, Your Power, Lost Cause, NDA и Happier Than Ever.

## Списък с песните
1. „Getting Older“ – 4:04
2. „I Didn't Change My Number“ – 2:38
3. „Billie Bossa Nova“ – 3:16
4. „My Future“ – 3:30
5. „Oxytocin“ – 3:30
6. „Goldwing“ – 2:31
7. „Lost Cause“ – 3:32
8. „Halley's Comet“ – 3:54
9. „Not My Responsibility“ – 3:47
10. „Overheated“ – 3:34
11. „Everybody Dies“ – 3:26
12. „Your Power“ – 4:05
13. „NDA“ – 3:15
14. „Therefore I Am“ – 2:53
15. „Happier Than Ever“ – 4:58
16. „Male Fantasy“ – 3:14